# Plinia
Plinia es un género de plantas de 80 especies perteneciente a la familia Myrtaceae. Es originario de América tropical.

## Descripción
Son árboles o arbustos; con crecimiento joven tomentoso, velutino o viloso, los pelos simples. Ramitas teretes o comprimidas cerca de los nudos distales, persistentemente pelosas; yemas ampliamente ovadas a obcónicas, las escamas externas ovadas a ampliamente ovadas, los ápices redondeados a apiculados. Hojas opuestas, angostamente elípticas o lanceoladas a elípticas u ovadas; láminas cartáceas o coriáceas. Inflorescencias en panículas bracteadas axilares, las flores pediceladas, o bien, caulifloras en las ramas más viejas, glomerulares, con brácteas subyacentes arregladas en 4-10 pares decusados, frecuentemente persistentes por debajo del fruto en desarrollo, las flores sésiles. Flores 4-meras; hipanto prolongado para formar un tubo por encima del ápice del ovario; cáliz cerrado o con un poro terminal presente, el cáliz partiéndose irregularmente en 4 lobos, reflexo en la antesis; pétalos caducos, blancos; estambres numerosos en un anillo en la base de los lobos del cáliz; ovario 2-locular, con 2 óvulos por lóculo; estilo 1, glabro. Frutos en bayas, turbinados, oblatos o lenticulares, comprimidos dorsalmente, amarillos o anaranjados cuando madura; pericarpo carnoso, glandular o débil a fuertemente acostillado; lobos del cáliz y tubo persistentes en el fruto maduro o caducos, dejando una cicatriz circular apical; semillas 1-2, la testa membranácea, el embrión con 2 cotiledones separados, plano-convexos, abultados, frecuentemente purpúreos.

## Taxonomía
El género fue descrito por Plum. ex L. y publicado en Species Plantarum 1: 516. 1753. La especie tipo es: Plinia pinnata L. 

## Especies
Species
1. Plinia abeggii - Hispaniola
2. Plinia anonyma - SE Brazil
3. Plinia arenicola - W Cuba
4. Plinia asa-grayi - Cuba
5. Plinia baileyi - Trinidad & Tobago
6. Plinia baracoensis - Cuba
7. Plinia brachybotrya - S Brazil
8. Plinia callosa - Bahia
9. Plinia caricensis - Hispaniola
10. Plinia cauliflora - S Brazil, Bolivia
11. Plinia cerrocampanensis - Panama
12. Plinia cidrensis - Massif du Nord in Haiti
13. Plinia clausa - N Peru
14. Plinia coclensis - Panama
15. Plinia complanata - São Paulo
16. Plinia cordifolia - S Brazil
17. Plinia coronata - SE Brazil
18. Plinia costata - Guyana, Suriname
19. Plinia cubensis - Cuba
20. Plinia cuspidata - Costa Rica, Panama
21. Plinia darienensis - Panama
22. Plinia dermatodes - Cuba
23. Plinia duplipilosa - Vaupés, Amazonas (Colombia), Loreto (Perú)
24. Plinia edulis - S Brazil, NE Argentina
25. Plinia ekmaniana - Massif du Nord in Haiti
26. Plinia espinhacensis - Minas Gerais
27. Plinia formosa - Cuba
28. Plinia gentryi - Panama
29. Plinia grandifolia - S Brazil
30. Plinia guanacastensis - Costa Rica
31. Plinia hatschbachii - Paraná
32. Plinia icardiana - Massif de la Hotte
33. Plinia ilhensis - Río de Janeiro
34. Plinia inflata - Ecuador, N Brazil
35. Plinia involucrata - N Brazil, Venezuela
36. Plinia longiacuminata - Bahia
37. Plinia martinellii - Río de Janeiro
38. Plinia microcycla - Dominican Rep
39. Plinia moaensis - Cuba
40. Plinia moralesii - Costa Rica
41. Plinia muricata - Bahia
42. Plinia nana - Minas Gerais
43. Plinia nicaraguensis - Costa Rica, Nicaragua
44. Plinia oblongata - São Paulo
45. Plinia orthoclada - Cuba
46. Plinia panamensis - Panama
47. Plinia pauciflora - São Paulo
48. Plinia peroblata - Belize
49. Plinia peruviana - Peru, Bolivia, Brazil, Paraguay, NE Argentina
50. Plinia phitrantha - São Paulo, Minas Gerais
51. Plinia pinnata - Antillas, Trinidad
52. Plinia povedae -  Guatemala, Costa Rica, Panamá
53. Plinia punctata - Cuba
54. Plinia puriscalensis - Costa Rica
55. Plinia ramosissima - Cuba
56. Plinia rara - Bahia
57. †Plinia recurvata - Cuba but extinct
58. Plinia renatiana - Espírito Santo
59. Plinia rivularis - Trinidad, Venezuela, Brazil, Paraguay, Uruguay, NE Argentina
60. Plinia rogersiana - São Paulo
61. Plinia salamancana - Panama
62. Plinia salticola - Costa Rica, Panama
63. Plinia sebastianopolitana - Río de Janeiro
64. Plinia spiciflora - E Brazil
65. Plinia spirito-santensis - SE Brazil
66. Plinia stenophylla - Cuba
67. Plinia subavenia - Espírito Santo, Bahia
68. Plinia yasuniana